# Jardí mediterrani del Mas de la Serra
El Jardí Mediterrani del Mas de la Serra és un antic centre d'ecologia terrestre que forma part del patrimoni de l'Observatori Oceanològic de Banyuls de la Marenda del terme comunal de Banyuls de la Marenda, a la comarca del Rosselló (Catalunya del Nord).
Està situat en el Mas d'en Reig, a ponent del poble de Banyuls de la Marenda, en una moderna urbanització denominada Es Pardal, a prop i al sud de la Mare de Déu de la Saleta.

## Història
Des de la seva fundació el 1957 pel professor Georges Petit, qui era en aquell moment director del Laboratori Aragó de Banyuls de la Marenda, el Centre d'Ecologia Terrestre Mediterrani, conegut més familiarment pel nom de Mas de la Serra, estava destinat a l'ensenyament superior i a la recerca en el camp de l'ecologia terrestre. El 2008, el Laboratori Aragó tancà les portes del jardí, després de les darreres activitats de recerca, per tal de reobrir-lo el 2010. Des d'aleshores, aquest antic centre d'ecologia terrestre és obert al públic i presenta la biodiversitat de la Catalunya Nord.

## El jardí avui dia
Des del juny del 2010, aquest jardí mediterrani és obert al gran públic amb accessos adaptats per a les persones de mobilitat reduïda. El parc s'estén sobre 3 ha, i una successió de medis reconstituïts permet als visitants de descobrir una síntesi de l'excepcional diversitat de la regió, des dels alts cims muntanyosos fins a les dunes sorrenques del litoral. També hi ha una sala de conferències i una exposició permanent.
S'hi pot descobrir:
- les terrasses amb les seves plantes del món sencer;
- un oliverar amb experiències en curs sobre l'evolució del comportament de les formigues;
- un prat de Brachypodes;
- una estació meteorològica existent en aquest lloc des del 1957;
- un laboratori públic;
- una sala d'exposicions sobre la biodiversitat;
- un bosc.

## Informacions pràctiques

### Horaris
| Temporada alta                               | Temporada mitjana                                                          | Temporada baixa                                                          |
| -------------------------------------------- | -------------------------------------------------------------------------- | ------------------------------------------------------------------------ |
| De l'1 de juliol a1 21 d'agost del 2015 7j/7 | Del 7 d'abril al 30 de juny del 2015 i de l'1 de set al 30 de set del 2015 | De l'1 de feb al 7 d'abril del 2015 i de l'1 d'oct al 31 de des del 2015 |
| 10h00 - 12h30 / 14h00 - 18h00                | De dimecres a diumenge 14h00 - 18h00                                       | Obert sobre reserva per a l'acolliment de grups i escolar                |

(Tancament anual el gener)

### Tarifes
Individual:
| Tiquets          | Adults | Infants |
| ---------------- | ------ | ------- |
| Aquàrium         | 5 €    | 2,50 €  |
| Jardí            | 5 €    | 2,50 €  |
| Aquàrium + Jardí | 7,50 € | 4 €     |

- Gratuït per als infants de menys de 3 anys
- Tarifes reduïdes per als grups a partir de 10 persones i per als estudiants, els disminuïts i els aturats, sota presentació d'un justificant
- Xecs de vacances acceptats / El pagament per targeta només és possible à l'Aquàrium
- La venda de tiquets s'atura mitja hora abans del tancament, a tots dos llocs.

| Animacions | Visites guiades (1H) | Taller descoberta (1H) |
| ---------- | -------------------- | ---------------------- |
| Al Jardí   | 2 € per persona      | 4 € per nen            |